# Eridolius wahli
Eridolius wahli är en stekelart som beskrevs av Ian D. Gauld 1997. Eridolius wahli ingår i släktet Eridolius och familjen brokparasitsteklar. Inga underarter finns listade i Catalogue of Life.